# 국립 초상화 미술관 (캔버라)

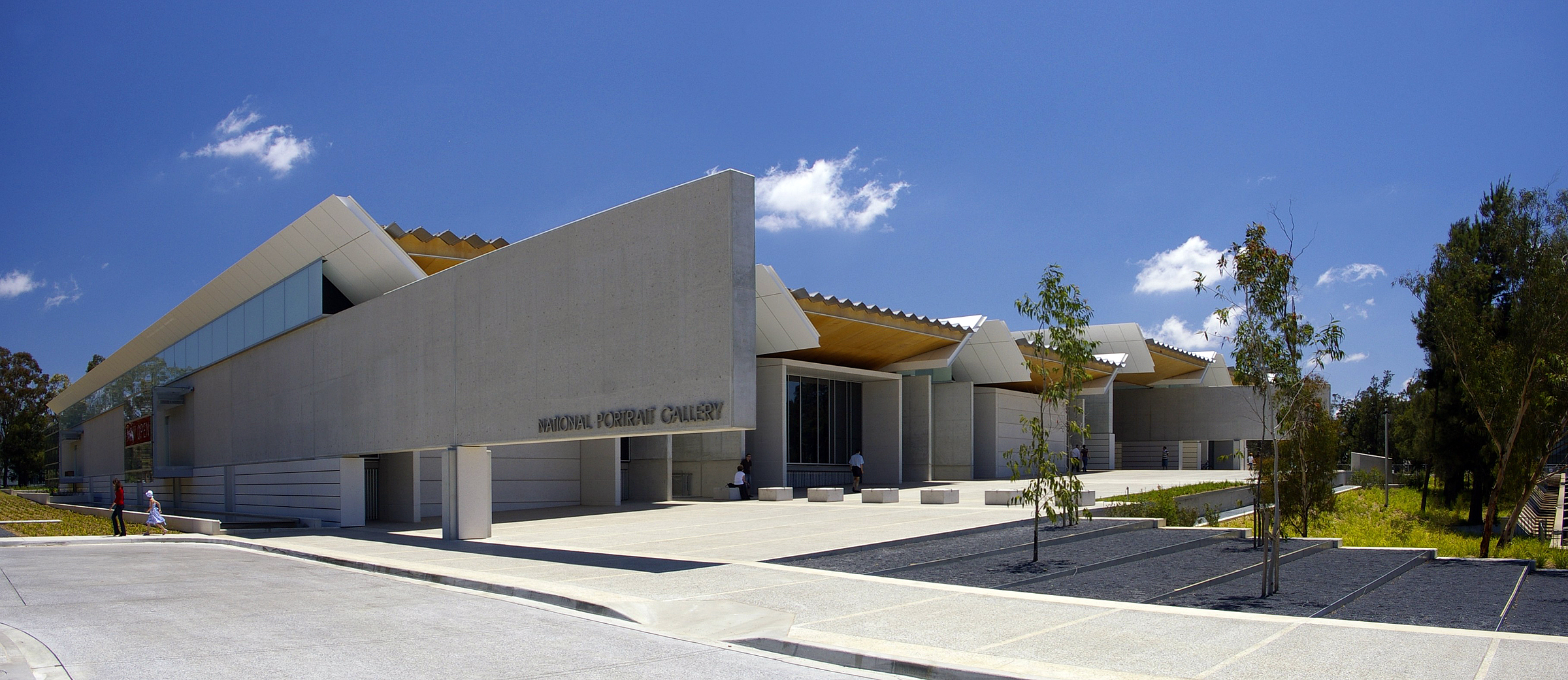
국립 초상화 미술관

국립 초상화 미술관(영어: National Portrait Gallery 내셔널 포트레이트 갤러리[*])은 오스트레일리아 캔버라의 미술관이다.